# Box (meubelstuk)

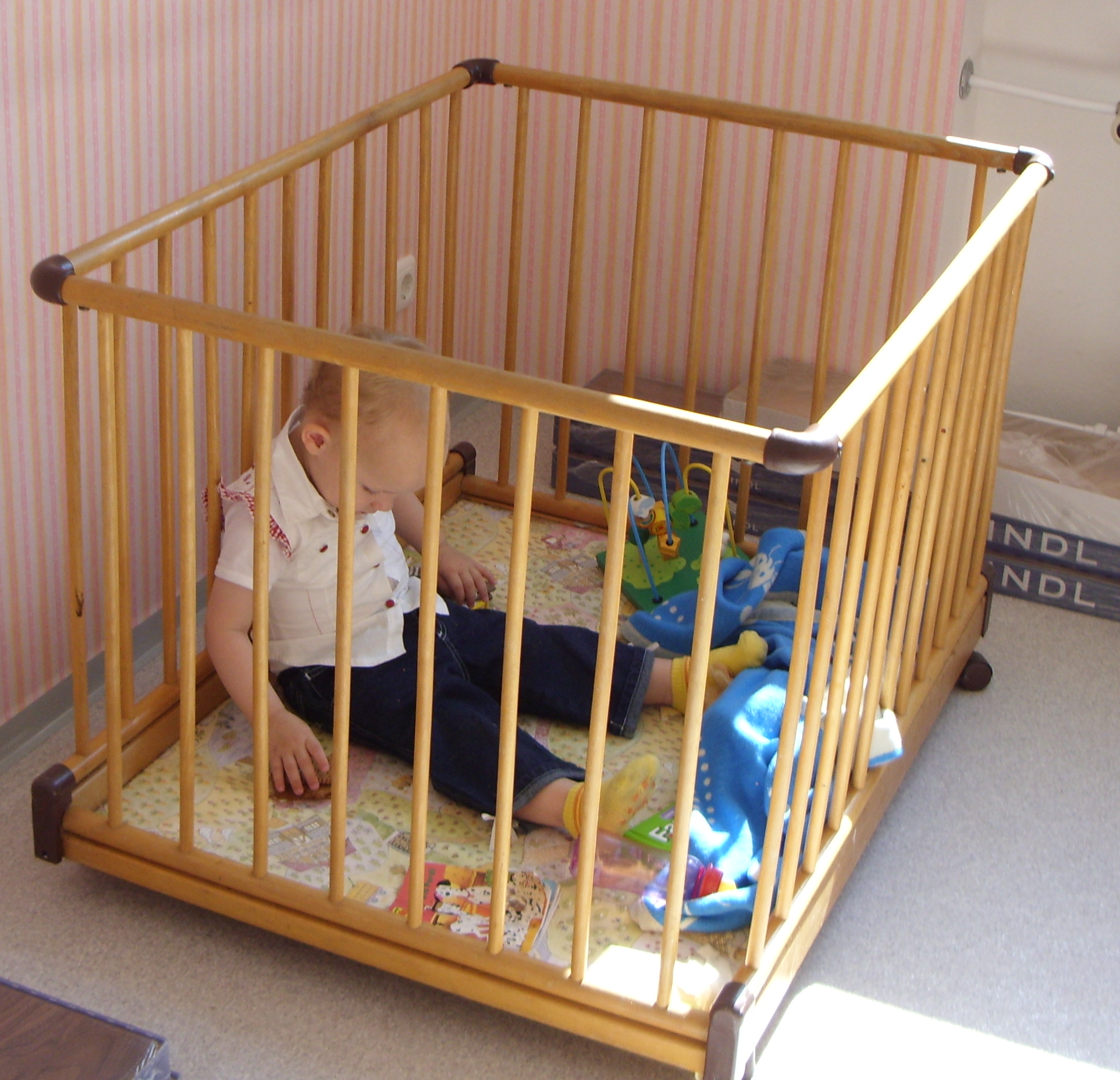
Box

Kinderverzorging met box - Nationale Tentoonstelling van Vrouwenarbeid 1898

Een box is een meubelstuk, vaak van hout gemaakt, waarin een baby of peuter wordt geplaatst, zodat er geen gevaar bestaat dat ze zelf door het huis gaan rondkruipen, of dat huisdieren bij hen kunnen komen. 
Een box bestaat meestal uit een platte bodem rondom voorzien van een hekwerk bestaande uit ronde spijlen met daarop een leuning bevestigd. Sommige boxen kunnen in elkaar geklapt worden, zodat ze minder ruimte innemen bij het opbergen. Eventueel kan er onder de box een lade zitten voor bijvoorbeeld speelgoed. De hoogte van de bodem kan meestal aangepast worden; kinderen van een paar maanden oud kunnen zich nog niet optrekken en liggen daarom vrij hoog ook veilig, zodat de ouders hen dan makkelijker kunnen oppakken.
Sommig babyspeelgoed heeft bevestigingen zodat het aan de box vastgemaakt kan worden, hetzij boven het kind (een mobile) of naast het kind aan de spijlen.